# 秋田県警察運転免許センター
秋田県警察運転免許センター（あきたけんけいさつうんてんめんきょセンター）は、秋田県秋田市新屋寿町にある、秋田県警察が管轄する唯一の運転免許試験場。交通部所管で運転者及び運転免許の管理等を行う。

## 所在地

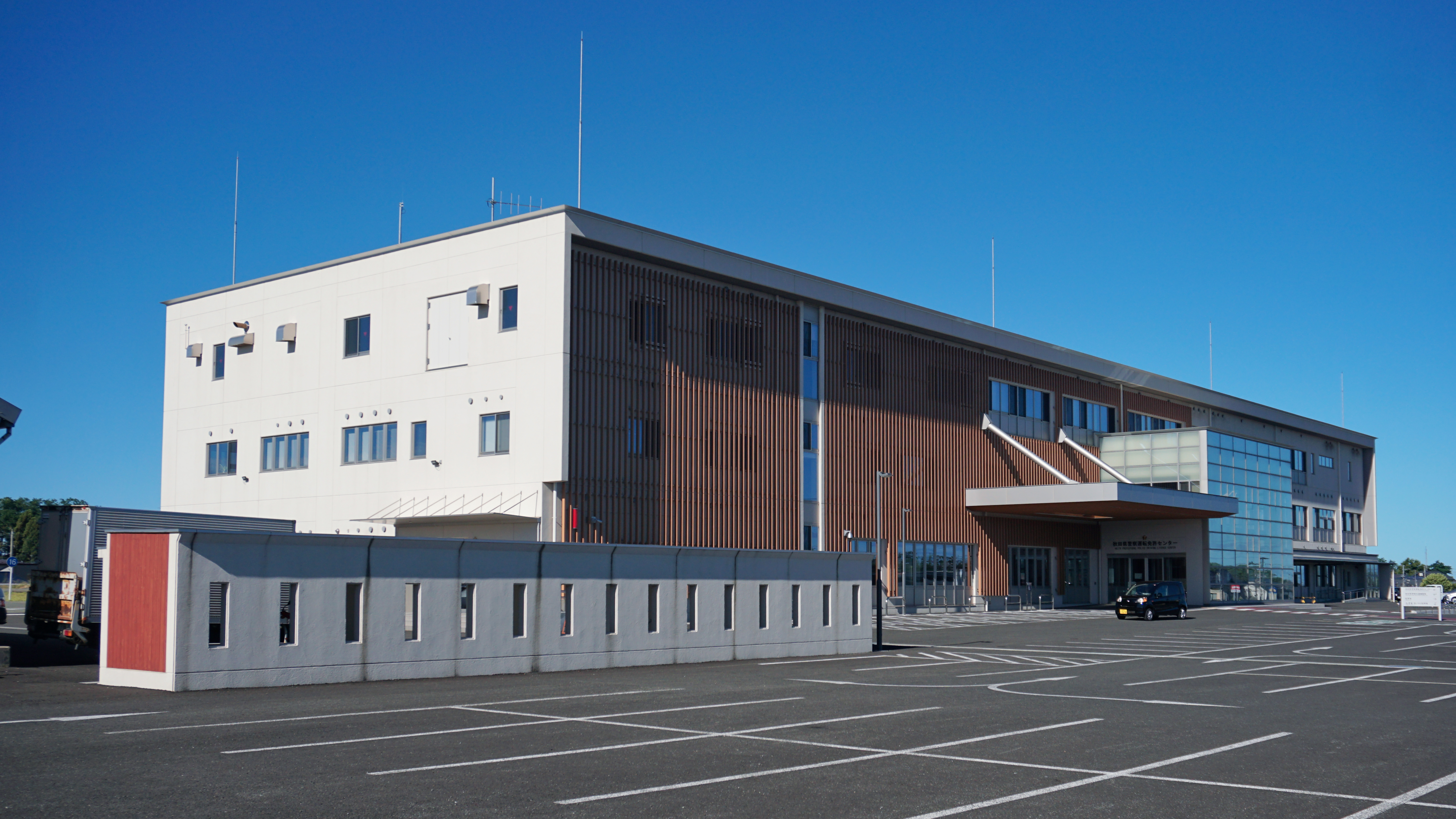
秋田県警察運転免許センター（2024年1月執務開始の現庁舎）

- 秋田県秋田市新屋寿町5番1号（2023年12月23日開所式、2024年1月4日運用開始）[2]。

庁舎は旧庁舎東側に建設された、鉄筋コンクリート造3階建て、延床面積約7,078平方メートルの建物で、壁や天井に秋田杉を使用している。なお、旧所在地は秋田県秋田市新屋南浜町12番1号であった（2023年12月28日業務終了）。

## 運転免許の更新業務
秋田県内の運転免許の更新については、秋田市以外では管轄する各警察署・幹部交番、および秋田県警察が指定する特定の交番でも平日に限り更新が可能である。
秋田市以外の各警察署で免許を更新する場合は、免許センターで更新する場合と異なり、証明写真が必要である。なお、住所地を管轄する各交通安全協会加入者に限り、加入者特典として申請用の証明写真が無料になる。交通安全協会の会費は、免許の更新時に有効期限に応じた期間分をまとめて支払う形となる。
秋田市の場合は、警察署（秋田中央警察署、秋田臨港警察署、秋田東警察署）では免許の更新を行っておらず、秋田市に住民票を置く者は、遠隔地（秋田県外）での更新などの特段の理由がない場合は、当センターでなければ免許の更新ができない。
なお、当免許センターは土曜日と祝祭日（振替休日含む）が閉所されるが、免許の更新の業務に限り、日曜日（祝祭日に当たった場合を除く）でも可能である。免許の返納及び運転経歴証明書の発行については、平日だけでなく日曜日の午後に取り扱いがあるが、日曜日を希望する場合は、事前予約制となっている（なお、運転経歴証明書を日曜日に発行する場合は、免許の返納と同時に行う場合に限る）。

## アクセス
- JR秋田駅西口8番のりばより、秋田中央交通バス・大町経由川尻・割山回転地行き（川尻割山線。商業経由(700系統)・船場町経由(701系統)の何れも可）で、「運転免許センター前」下車すぐ。